# Kersti Bergroth-Matson
Kersti Solveig Bergroth-Matson, född Bergroth den 24 januari 1886 i Viborg och död den 24 januari 1975 i Helsingfors, var en finländsk författare. 
Hon var dotter till rektorn Adiel Bergroth och Lydia Petterson och gift första gången från 1912 med lektor Samuel Hagelin (död 1917) och andra gången från 1922 med konstnären Alex Matson.
Bergroth utgav, ibland under pseudonymen Mary Marck, ett flertal romaner, skådespel och flickböcker på svenska. Under pseudonymerna Asser och Tet utgav hon även en stor mängd skönlitteratur på finska.